# Экспозиционная доза
Экспозиционная доза — устаревшая характеристика фотонного излучения, основанная на его способности ионизировать сухой атмосферный воздух.

## Определение
Количественно экспозиционная доза определяется как отношение суммарного электрического заряда ионов одного знака, образованных после полного торможения в воздухе электронов и позитронов, освобожденных или порожденных фотонами в элементарном объеме воздуха, к массе воздуха в этом объеме. Мощностью экспозиционной дозы называется приращение экспозиционной дозы в единицу времени.

## Единицы измерения
- Международная система единиц (СИ) — Кл/кг (1 Кл/кг ≈ 3,876⋅103 Р[3]);
- Внесистемная единица — рентген (1 Р = 2,58⋅10−4 Кл/кг[4]).

Для выражения мощности экспозиционной дозы применяются соответственно единицы А/кг и Р/с.
В связи с отказом от самого понятия экспозиционной дозы переход к единице Кл/кг не выполняется.

## Применение
Понятие экспозиционной дозы установлено только для фотонного излучения в диапазоне энергий фотонов от нескольких килоэлектронвольт до 3 МэВ. Экспозиционная доза также не учитывает ионизацию, обусловленную поглощением тормозного излучения, что для рассматриваемого диапазона энергий несущественно. В качестве дозиметрической величины, используемой для установления пределов допустимого облучения человека, не используется с 1954 года, когда было введено понятие поглощенной дозы, применимое для любых типов ионизирующего излучения. В отечественной метрологии применение экспозиционной дозы и выпуск новых приборов для ее измерения не рекомендуется с 1990 года. По состоянию на 2016 год выпуск приборов для измерения экспозиционной дозы или её мощности прекращён.

## Переход к другим дозиметрическим величинам
Керма в воздухе является энергетическим эквивалентом экспозиционной дозы фотонного излучения. Эти величины связаны следующим соотношением, справедливым для фотонов с энергией порядка 1 МэВ:
{\displaystyle K_{\text{возд}}={\frac {W}{e(1-{\bar {g}})}}X,}
где {\displaystyle W} — средняя энергия ионообразования, {\displaystyle e} — заряд электрона, {\displaystyle {\bar {g}}} — средняя доля энергии вторичных частиц идущая на тормозное излучение в воздухе (в диапазоне энергий фотонов от 0,005 до 10 МэВ {\displaystyle g} меняется от 0 до 0,03), {\displaystyle X} — экспозиционная доза.
В условиях электронного равновесия керма численно равна поглощенной дозе, соответственно экспозиционная доза в 1 Р эквивалентна 8,73⋅10-3 Гр поглощенной дозы в воздухе. При этом в биологической ткани поглощенная доза будет составлять 9,6⋅10-3 Гр (строго говоря это соотношение справедливо при облучении фотонами с энергией от 100 кэВ до 3 МэВ). Так как коэффициент качества для фотонов равен единице, то поглощенная доза в данном случае равна эквивалентной, выраженной в зивертах.
В работе Брегадзе Ю.И. приведено сравнение экспозиционной дозы X, выраженной в рентгенах, и измеряемого современными дозиметрами амбиентного эквивалента дозы H*(10), выраженного в зивертах. Показано, что при энергии фотонов свыше 500 кэВ справедливо соотношение H*(10) ≈ X/100. В диапазоне от 30 до 500 кэВ значение H*(10) дает более консервативную оценку полученной дозы, а при энергиях фотонов ниже 30 кэВ прибор измеряющий экспозиционную дозу (при достаточной чувствительности) будет завышать вклад низкоэнергетического излучения в облучение внутренних органов человека.